# Ljusterö hembygdsförening

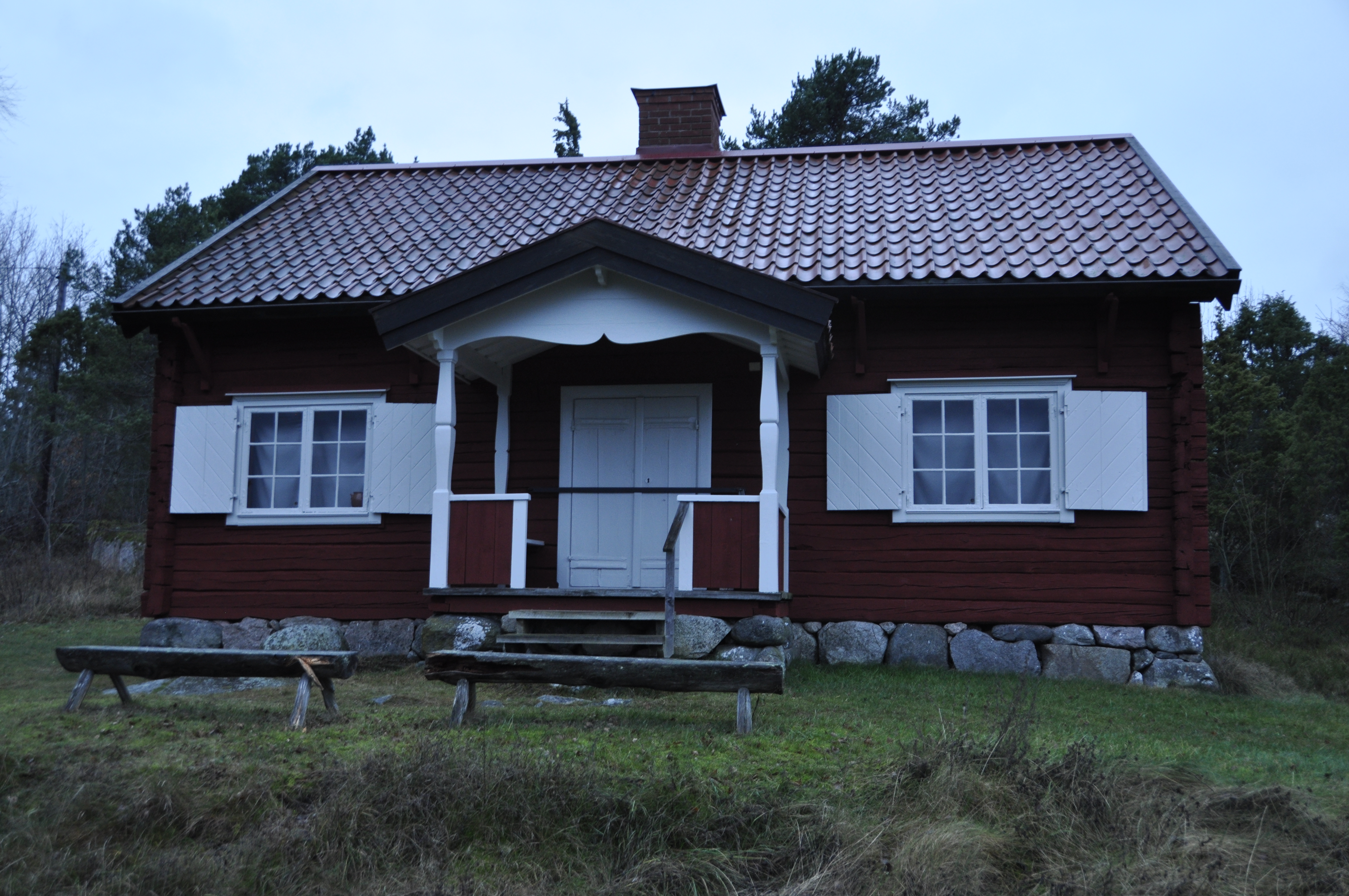
Ljusterö hembygdsmuseum 2014

Ljusterö hembygdsförening grundades på Ljusterö år 1929 av folkskolläraren och kantorn Harald Lindh. Hembygdsföreningen har ett hembygdsmuseum i Mellansjö.  Hembygdsföreningen har även en rad olika aktiviteter och har bland annat samlat in en stor mängd äldre fotografier från Ljusterö. Ljusterö hembygdsförening är en del av hembygdsrörelsen.

## Harald Lindh
Harald Lindh föddes i Stockholm 1899 och kom till Ljusterö som lärare 1926. Lindh började samla på bruksföremål och hade till slut över 100 föremål som förvarades i skolan och i hans hem. Lindh initierade bildandet av föreningen och blev dess ordförande i över fyrtio år. Harald Lindh bodde i Skallbara, Mellansjö, och avled 1971.

## Byggnader
Ljusterö hembygdsmuseum på kullen i Mellansjö skänktes till föreningen av ägarna Maria och Oscar Bergman i Vadholma, och tomten skänktes av familjen Andersson i Tolvmansgården i Mellansjö. 
Huset som troligen byggdes i mitten av 1700-talet monterades ner 1930 och fraktades från Vadholma till Möstrunda brygga på en vedskuta, och med häst och vagn till Mellansjö. Uppförandet av huset 1930 bekostades delvis med medel från fyra hembygdsfester, bidrag från församlingens 233 medlemmar, och invigdes som museum år 1931 av landshövding Nils Edén 

## Föreningen

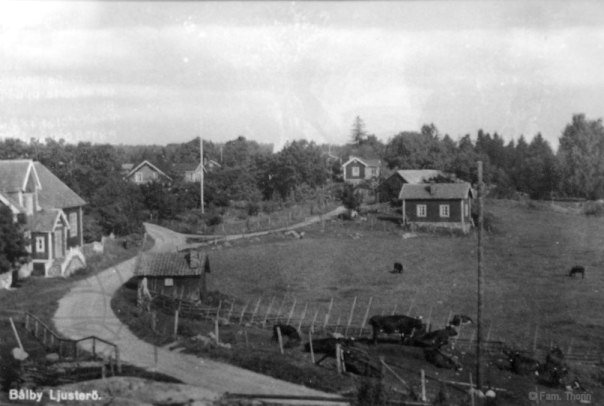
Bolby by på Ljusterö någon gång i början på 1900-talet. Byggnaden till vänster i bild är Arken, Frälsningsarméns samlingslokal som var i bruk ända in på 1960-talet.

1970 lämnade Harald Lindh över ordförandeskapet till Holger Persson, handlare i Nolvik. En stor medlemskampanj resulterade i att antalet medlemmar ökade från 323 år 1970 till 411 år 1976. 1979 avgick Holger Persson och ordförandeposten blev vakant. Ändå firades föreningens 50-årsjubileum i september. Till ny ordförande valdes till slut Georg Geeber 1980, och 1985 blev Christina Boström ordförande. Eva Runsö valdes till ordförande 1996, Einar Westerling 1997 och sedan stod posten åter vakant i flera år. 2004 blev Bo Sjöbergh ordförande men avgick 2008 och ersattes av Britt-Marie Winter.
Under 2000-talet avled Birgitta Andersson i Bolby, och hon hade testamenterat två gårdar till föreningen, Västergården i Bolby och Inneby gård, tillsammans värda 15–20 miljoner, samt 18 miljoner kronor, och Ljusterö hembygdsförening blev Sveriges rikaste. Meningsskiljaktigheter utbröt i hur man skulle förfara med arvet, Inneby gård såldes för 13 miljoner kronor,  och hela styrelsen avgick 2010, varvid Torbjörn Boström valdes till ordförande. 

## Syskonen Arne och Birgitta Anderssons stiftelse
2012 bildades ”Syskonen Arne och Birgitta Anderssons stiftelse” med ett värde om dryga 22 miljoner kronor. Stiftelsen  förvaltas av Stockholms läns hembygdsförbund för att säkerställa att arvet från syskonet Andersson används såsom testator menat. Stiftelsen äger Västergården i Bolby och hus och mark utefter Strömsnäsvägen och Linanäsvägen, och har bildat en arbetsgrupp som arbetar med aktiviteter på Västergården. 
Ljusterö hembygdsförenings nya ordförande Lena Påhlman och styrelsen i Ljusterö hembygdsförening har arbetat med en överenskommelse  med syfte att jämka meningsskiljaktigheterna i föreningen för att kunna återta förvaltningen av stiftelsen, men utan större framgång.
I maj 2016 ansökte föreningen till Stockholms tingsrätt om att Länsförbundet skulle entledigas som förvaltare av stiftelsen. Förlikningsförhandlingar ledde till ett avtal där Länsförbundet avsade sig uppdraget som förvaltare, samt förordade Ljusterö hembygdsförening som förvaltare.
Den 11 oktober 2016 fattade länsstyrelsen beslutet att Ljusterö hembygdsförening förordnas som förvaltare av stiftelsen.

## Urval av utgivna böcker
- 2009 Hälsningar från Ljusterö med omgivande öar, av Rolf Estelle och Ragnhild Elmén, Ljusterö hembygdsförening 2009